# Réserve de parc national Pacific Rim
La réserve de parc national Pacific Rim est un parc national situé dans le sud-ouest de l'île de Vancouver, en Colombie-Britannique (Canada).

## Géographie
La réserve de parc national de 511 km2 est située dans le Sud-Ouest de l'île de Vancouver dans les districts régionaux de Alberni-Clayoquot, de Cowichan Valley et de la Capitale. Celle-ci se divise en trois parties séparées suivant la côte de l'île de Vancouver en direction sud-ouest. La première, la plus au nord, comprend la plage Long entre les villes de Tofino et Ucluelet. Le secteur de l'archipel Broken Group qui comprend une centaine d'ile de la baie Barclay. Le secteur du sentier de la Côte-Ouest, le plus au sud comprend un sentier de 75 km de long.

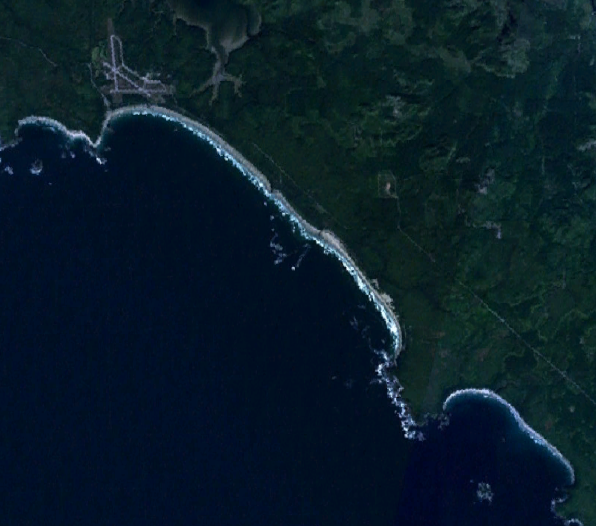
Vue satellite de Long Beach (en).
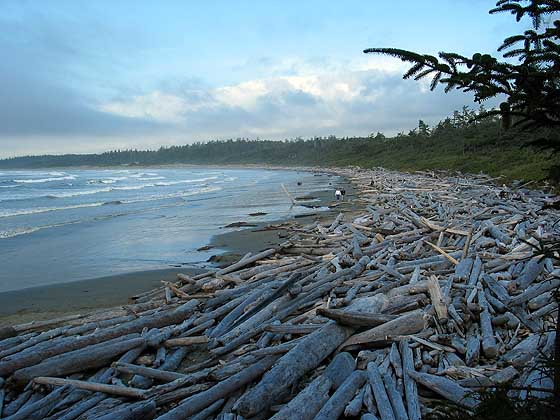
Long Beach, 2004

La réserve partage ses limites avec de nombreuses autres aires protégées, soit le parc provincial de Carmanah Walbran, le parc provincial de Hitchie Creek et la zone de gestion faunique de Tofino Mudflats. Le secteur de la plage Long est aussi compris dans la réserve de biosphère de Clayoquot Sound.

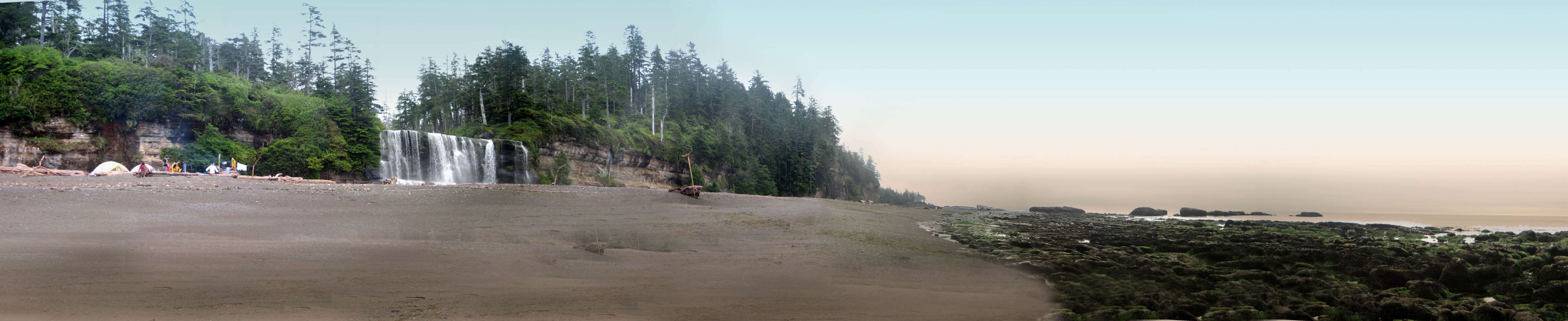
Les chutes Tsusiat, un lieu de campement sur le sentier de la Côte-Ouest.